# Rzekuń
Rzekuń is een dorp in het Poolse woiwodschap Mazovië, in het district Ostrołęcki. De plaats maakt deel uit van de gemeente Rzekuń en telt 1800 inwoners.